# Opinietribunaal
Een opinietribunaal (ook volkerentribunaal) is een tribunaal voor bijzondere rechtspleging waaraan naast eminente juristen ook andere intellectuelen deelnemen, onafhankelijk van enige staatsinstantie. Deze burgerinitiatieven worden opgericht naar aanleiding van schendingen van mensenrechten of van de rechten van volkeren. Het zijn in deze gevallen de burgers zelf die slachtoffer zijn of hun vertegenwoordigers en vertegenwoordigende niet-gouvernementele organisaties die het tribunaal oprichten.

## Opzet
De basisinspiratie gaat terug op de Russell-tribunalen die naar aanleiding van de oorlog in Vietnam in de jaren 60 en 70 werden opgericht door Bertrand Russell en Jean-Paul Sartre. Ze werden veel gebruikt om militaire regimes aan te klagen, maar ook internationale organisaties zoals het Internationaal Monetair Fonds en de Wereldhandelsorganisatie worden door opnietribunalen onder de loep genomen.
Opinietribunalen werken zoals rechtbanken onder meer ook met getuigenverklaringen, waardoor concrete informatie verzameld en verspreid kan worden over de aanklacht. Op die manier functioneren ze vooral om de publieke opinie te sensibiliseren en te mobiliseren om hun regeringen aan te zetten tot respect voor de mensenrechten en spelen zo ook hun rol in de ontwikkeling van het Internationaal recht. Aangezien het niet om officiële rechtbanken gaat, zijn de uitspraken niet bindend.
De term is te onderscheiden van volkstribunaal, waarmee verwezen kan worden naar een rechtbank in bepaalde communistische landen, of van een volksgericht.

## Voorbeelden

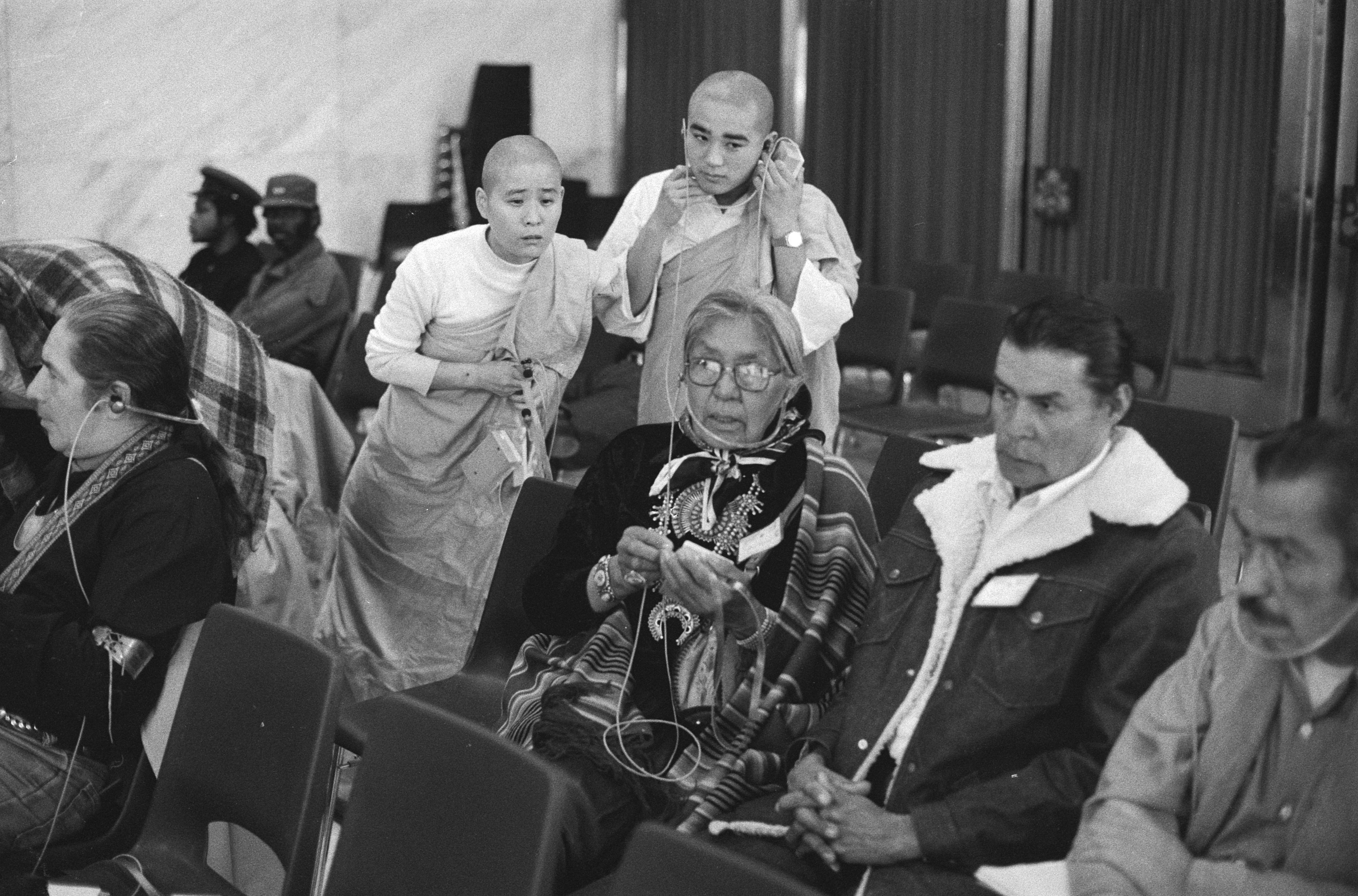
Vierde Russel-tribunaal over de rechten van de indianen in Noord- en Zuid-Amerika in De Doelen te Rotterdam, Navajo-indianen met boeddhistische monniken (november 1980).

### Russell-tribunaal
Het eerste Russell-tribunaal werd opgericht op initiatief van Bertrand Russell en Jean-Paul Sartre om (vooral) de Amerikaanse buitenlandse politiek en militaire interventie in Vietnam te onderzoeken en evalueren. Het werd in 1967 gehouden in twee sessies in Stockholm en in Kopenhagen. Om de organisatie financieel mogelijk te maken richtte Russell de Russell Peace Foundation op. Deze stichting werkte ook samen met latere Russell-tribunalen, zoals het vierde Russell-tribunaal in 1980 in Rotterdam over de rechten van de indianen in Noord- en Zuid-Amerika. In 2001 vond in Berlijn een Russell-tribunaal plaats over schending van de mensenrechten in de psychiatrie.
Op 4 maart 2009 startte in Brussel de voorbereiding van het vijfde Russell-tribunaal. Dit tribunaal ging over Palestina en was ingesteld op initiatief van Ken Coates (voorzitter van de Betrand Russell Peace Foundation), Leila Shahid (afgevaardigde van de Palestijnen bij de Europese Unie, België en Luxemburg) en Nurit Peled-Elhanan (winnaar van de Sacharovprijs voor Vrijheid van Denken van het Europees Parlement). De zittingen van het Russell-tribunaal vonden van 2010 tot 2013 plaats in verschillende Europese hoofdsteden.

### Het Permanent Volkerentribunaal
Het Permanent Volkerentribunaal werd in juni 1979 in Bologna, Italië, opgericht door juristen, schrijvers en andere intellectuelen, met ondersteuning van de Lelio Basso International Foundation for the Rights and Liberation of Peoples. Het secretariaat is sinds 1982 gevestigd in Milaan. In 1980 boog men zich over de situatie op de Filipijnen onder de dictatuur van Ferdinand Marcos. Een tweede sessie over de Filipijnen volgde in 2007 in Den Haag naar aanleiding van vermeende schendingen van mensenrechten en burgerrechten onder het bewind van Arroyo en de betrokkenheid daarin van de Verenigde Staten en internationale organisaties. In 2004 organiseerde men een Permanent Volkerentribunaal over de toestand van de mensenrechten in Algerije.

### Andere
- International People’s Tribunal on the Debt. Als onderdeel van het tweede Wereld Sociaal Forum in 2002 in Porto Alegre in Brazilië, werd een opinietribunaal opgericht om de rol en verantwoordelijkheid vast te stellen van banken, regeringen, IMF, de Wereldbank e.d. in wat beschouwd wordt als een ongerechtvaardigde schuldenlast voor de zuidelijke landen. De focus ligt ook hier op de menselijke gevolgen zoals de kost aan mensenlevens, vernietiging van de eigen productiecapaciteit, toename van de armoede, kindersterfte, economische en ecologische schade.
- International Opinion Tribunal Sur de Bolivar, Colombia. Een internationaal opinietribunaal vond plaats in Parijs in 2003 onder voorzitterschap onder meer van François Houtart over de straffeloosheid waarmee de Colombiaanse regering en de paramilitaire organisaties de mensenrechten schonden in het zuiden van Bolivar.
- Brussels Tribunal. Naar aanleiding van de Amerikaanse tussenkomst in Irak werden in 2004 onder meer in Brussel hoorzittingen gehouden in het kader van het tribunaal tegen de oorlog in Irak en tegen het Project for the New American Century, of het volgens de organisatoren “imperiale oorlogsbeleid van de regering Bush”. Ook dit wereldtribunaal over Irak wordt gesteund door de Bertrand Russell Peace Foundation en eindigde in 2005 in Istanboel.
- Kuala Lumpur War Crimes Commission